# David Blake
Pour les articles homonymes, voir Blake.
David Valentine Jardine Blake, né le 10 novembre 1887 à Parramatta et mort le 6 mars 1965 à Newtown, est un général australien qui a participé à la Première Guerre mondiale et à la Seconde Guerre mondiale.